# Парадокс лжеца
Парадокс лжеца — семейство логических парадоксов, классический вариант которого гласит «Я лгу» или, более точно, «Данное утверждение ложно».
Если предположить, что утверждение истинно, то, поскольку оно гласит свою ложность, оно ложно, что является противоречием. Напротив, если предположить его ложность, то оно соответствует тому, что само гласит, а потому истинно, что также является противоречием.
Суть парадокса — самореференция, то есть указание предложения на самого себя.
Подобные парадоксу лжеца утверждения часто использовались на протяжении истории философии: он был известен древним грекам и использовался как головоломка средневековыми логиками, а также стал основополагающим объектом исследования современной логики.

## История

### Схожие утверждения
Раннее утверждение, подобное парадоксу лжеца, приписывают древнегреческому философу VII века до н. э. Эпимениду:

Эпименид: все критяне лжецы.

Поскольку Эпименид — критянин, утверждение схоже с парадоксом лжеца. Вопрос в том, каково отрицание высказывания «критяне всегда лгут»: если это «критяне никогда не лгут», то парадокс имеет место; если же «критяне не всегда лгут», как обычно считается в логике, то высказывание Эпименида просто ложно и никакого парадокса нет.

### Античность
Сам парадокс лжеца был известен в Древней Греции IV века до н. э.. Евбулид Милетский включил его в список своих семи софизмов в следующей формулировке:
Человек говорит, что он лжёт. То, что он говорит — истина или ложь?
Философ-стоик Хрисипп (III век до н. э.) написал шесть трактатов о парадоксе лжеца, которые упоминаются у других философов, но не дошли до нашего времени.
Парадокс упоминается в Новом Завете у апостола Павла (Тит. 1:12-13):

Из них же самих [из критян] один стихотворец сказал: «Критяне всегда лжецы, злые звери, утробы ленивые». Свидетельство это справедливо. По сей причине обличай их строго, дабы они были здравы в вере…

### Средние века
Средневековый философ Жан Буридан использовал парадокс для доказательства бытия Бога. Он рассматривал два утверждения:
1. Бог существует.
2. Ни одно из этих двух утверждений не является истинным.

Если первое утверждение ложно, то получается парадокс, а потому, по мнению Буридана, оно должно быть истинно.

## Разновидности

### Классический парадокс
Рассмотрим следующее утверждение:
{\displaystyle FLiar}: Утверждение {\displaystyle FLiar} ложно.
Если утверждение {\displaystyle FLiar} истинно, то утверждение {\displaystyle FLiar} ложно, противоречие. Если же оно ложно, то утверждение {\displaystyle FLiar} не ложно, а значит истинно, противоречие. Последний шаг опирается на закон исключённого третьего, гласящий, что любое логическое утверждение или истинно, или ложно. Естественное решение — отрицание закона исключённого третьего — не работает в других вариантах парадокса лжеца.

### Закон исключённого третьего
Рассмотрим следующее утверждение:
{\displaystyle ULiar}: Утверждение {\displaystyle ULiar} не является истинным.
Если утверждение {\displaystyle ULiar} истинно, то утверждение {\displaystyle ULiar} не истинно, противоречие. Если же оно не истинно, то утверждение {\displaystyle FLiar} истинно, противоречие. Такой вариант не использует закон исключённого третьего, тем не менее, утверждение ссылается само на себя.
Другая формулировка предполагает, что третий вариант, отличный от истинности или ложности — это бессмысленность:
{\displaystyle MLiar}: Утверждение {\displaystyle MLiar} ложно или бессмысленно.

### Логический цикл
Рассмотрим следующие утверждения:
{\displaystyle Plato}: Утверждение {\displaystyle Socrates} ложно.
{\displaystyle Socrates}: Утверждение {\displaystyle Plato} истинно.
Если {\displaystyle Plato} истинно, то {\displaystyle Socrates} ложно и {\displaystyle Plato} не истинно, противоречие. Если {\displaystyle Plato} ложно, то {\displaystyle Socrates} не ложно и {\displaystyle Plato} истинно, противоречие. Исправление ложности на неистинность и исправляет необходимость закона исключённого третьего аналогично предыдущему примеру. Такой вариант не использует отсылки утверждения к самому себе.
Возможны и циклы большей длины, например, такой:
{\displaystyle A}: Утверждение {\displaystyle B} ложно.
{\displaystyle B}: Утверждение {\displaystyle C} ложно.
{\displaystyle C}: Утверждение {\displaystyle A} ложно.

### Парадокс Карри
Сначала рассмотрим следующее утверждение:
{\displaystyle DLiar}: Утверждение {\displaystyle DLiar} не является истинным или {\displaystyle 1=0}
Поскольку ложное утверждение {\displaystyle 1=0} не влияет на истинность {\displaystyle DLiar}, получаем противоречие аналогично классическому парадоксу лжеца.
Теперь рассмотрим похожее утверждение:
{\displaystyle Curry}: Если утверждение {\displaystyle Curry} верно, то русалки существуют.
Это утверждение, называющееся парадоксом Карри, почти не отличается от предыдущего. Во-первых, одно ложное утверждение ({\displaystyle 1=0}) заменено на другое (русалки существуют). Во-вторых, логическая функция «(не {\displaystyle A}) или {\displaystyle B}» заменена на функцию «из {\displaystyle A} следует {\displaystyle B}», при том что значения пары переменных {\displaystyle A} и {\displaystyle B}, при которых функция принимает значение истина, остались неизменны. Однако при этом появилась видимая на первый взгляд привязка к реальному миру.

### Парадокс Ябло
Рассмотрим следующую бесконечную последовательность утверждений:
{\displaystyle Yablo_{1}}: Все утверждения {\displaystyle Yablo_{i}} при {\displaystyle i>1} являются ложными.
{\displaystyle Yablo_{2}}: Все утверждения {\displaystyle Yablo_{i}} при {\displaystyle i>2} являются ложными.
{\displaystyle Yablo_{3}}: Все утверждения {\displaystyle Yablo_{i}} при {\displaystyle i>3} являются ложными.
{\displaystyle \ldots }
Если {\displaystyle Yablo_{1}} истинно, то ложны все {\displaystyle Yablo_{i}} при {\displaystyle i>1} и, в частности, ложно {\displaystyle Yablo_{2}}. Значит, существует такое {\displaystyle i>2}, что {\displaystyle Yablo_{k}} истинно, противоречие. Если {\displaystyle Yablo_{1}} ложно, то существует истинное {\displaystyle Yablo_{i}} при {\displaystyle i>1}, а потому получаем противоречие аналогично первому случаю.
Эта бесконечная цепочка утверждений, называемая парадоксом Ябло, на первый взгляд не содержит отсылки на саму себя, хотя по этому поводу ведутся научные дискуссии.

### Парадокс Пиноккио
У Пиноккио имелось свойство: когда он лгал (говорил неправду), его нос тут же заметно увеличивался.
Что будет, если Пиноккио скажет: «Сейчас у меня удлинится нос»?
Если нос не увеличится — значит, мальчик соврал, и нос будет обязан тут же вырасти. А если нос вырастет — значит, мальчик сказал правду, но тогда почему вырос нос?

## Попытки решения парадокса
Последователь Аристотеля Теофраст написал о парадоксе три папируса, а ранний стоик Хрисипп — шесть, но до нас они не дошли.
Известны две смерти мыслителей, вызванных попытками решить этот парадокс. Логик Диодор Кронос опрометчиво дал обет воздержания от еды до решения парадокса — и вскоре умер от истощения. Учёный, грамматик и поэт Филит Косский, отчаявшись найти решение, либо покончил с собой, либо, будучи слабого здоровья, умер от недоедания и бессонницы, слишком увлёкшись проблемой. Надпись на могиле Филита на острове Кос гласит:
О странник! Я Филит Косский,
И это лжец привёл к моей смерти,
И бессонные ночи из-за него.
Аристотель предлагал вариант своего решения. Он указывал, что софистические доводы («О софистических опровержениях», гл. 25) основаны на том, что «о чём-то [присущем] в собственном смысле утверждают как [о присущем] в каком-то отношении, или где-то, или каким-то образом, или в отношении чего-то, но не вообще» (Arist. Soph. El. 081а 25). Поэтому в варианте «человек говорит, что он лжёт» вполне верно рассуждение: «Однако, ничто не мешает, чтобы один и тот же вообще-то говорил неправду, а в каком-то отношении и о чём-то говорил правду или чтобы в чём-то он был правдив, а вообще-то неправдив» (Arist. Soph. El. 180b 5).
Таким образом разделяются лжец как «некто, кто часто лжёт» и «тот, кто лжёт в определённый момент». Но таким образом Аристотель по сути ограничился указанием на причину возникновения парадоксальности, и вариант парадокса в прямом виде «это предложение ложно» таким образом не решается и не «обходится».
Фрэнк Рамсей парадокс лжеца (в виде «Я сейчас лгу») рассматривал как лингвистический, относил к классу семантических, а не теоретико-множественных:
…противоречия группы В не являются чисто логическими и не могут быть сформулированы в одних логических терминах, ибо все они содержат некоторую отсылку к мысли, языку или символизму, которые являются не формальными, но эмпирическими терминами. Поэтому своим возникновением они могут быть обязаны не ошибочной логике или математике, но ошибочным идеям, касающимся мысли и языка.
Ряд других авторов часто пытаются решить парадокс именно логико-математическими средствами. Альфред Тарский пытался с помощью своей логико-математической теории переформулировать парадокс с бытового языка на некий формальный язык, имеющий однозначную логическую структуру. Формально можно сказать, что А. Тарский нашёл решение: предикаты «истинно» либо «ложно» он считает терминами метаязыка и их нельзя применять к языку, на котором сформулировано изначальное высказывание. Однако это рассуждение основано на концепции метаязыка, а парадокс «внутри» обычного языка остаётся нерешённым.

К теме «перевода» парадокса на формальный логический язык имеет отношение и первая теорема Гёделя о неполноте:
"Факт, что теорема Гёделя и парадокс Лжеца близко соотносятся, не только хорошо известен, но является даже общим представлением логического сообщества. …сам Гёдель не стал исключением, сделав замечание в статье, анонсируя свой результат. «Аналогия между этим результатом и антиномией Ришара бросается в глаза; есть также близкое родство с антиномией „Лжеца“. здесь мы сталкиваемся с предложением, которое утверждает свою собственную недоказуемость»«.
Г. Серени указывает, что эта связь является общепризнанной в среде специалистов, но имеет форму скорее аналогии, внешнего сходства, и существует мало исследований о точной природе этой связи.

Ван Хейеноорт указывает, что если перейти от понятия истинности к доказательству, то парадокс исчезает:
»…предложение, утверждающее «Я не истинно»… получаем парадокс… Но если мы как-то сконструируем предложение «Я не доказуемо», парадокс не возникает. Обозначим через g предложение, и в отношении понятия «доказательства» просто предположим, что ничто из доказуемого не может быть ложным. Если бы g было доказуемым, оно было бы ложным, отсюда, оно не доказуемо. Следовательно, оно не доказуемо и истинно (поскольку это именно то, что оно утверждает). Отрицание g, которое устанавливает, что оно доказуемо, ложно, отсюда оно также не доказуемо. Мы скользим вдоль парадокса, никогда не впадая в него истинно. Предложение g недоказуемо и истинно; его отрицание недоказуемо и ложно. Единственное обстоятельство, которое приводит к этому удивительному результату, это введение различия между «истинно» и «доказуемо»".
Однако это является решением парадокса только в случае, если принять, что недоказуемое может являться истинным.
Проблемы логики, связанные с парадоксом, менялись в зависимости от концепции рассмотрения: является ли он двусмысленностью или же бессмысленностью, или — примером смешения разговорного языка и логического метаязыка, которые в повседневности не разделяются. Если же их дифференцировать, то утверждение «Я лгу» сформулировать невозможно. Вполне возможно, что в будущем этот давний парадокс приведёт к обнаружению других проблем в соответствующей области.
Между тем имеются и попытки отказаться от восприятия парадокса, сделать вид, что его нет. Вдовиченко А. В. предлагает рассмотреть парадокс «как естественный вербальный материал», указывая, что высказывающий этот парадокс «мог вовсе не думать о себе, когда произносил свои слова», то есть не причислять себя к «критянам», хотя им и являлся (речь именно к «критянской» формулировке): «мог говорить аффективно, имея в ввиду лишь своё отношение к ним, не причисляя к ним себя».
Также решением парадокса является использование троичной логики, в которой помимо утверждений «Правдиво» и «Ложно» есть «Не определено». В таком случае высказывание «Это утверждение ложно» можно причислить к неопределённому, то есть не правдивому и не ложному одновременно.